# Дусюмово
Дусюмово (тат. Дүсем) — деревня в Сармановском районе Республики Татарстан. Входит в состав Лешев-Тамакского сельского поселения.

## География
Деревня находится в восточной части Татарстана, в лесостепной зоне, в пределах северных отрогов Бугульмино-Белебеевской возвышенности, на берегах реки Мензели, при автодороге 16К-0334, в 19 км к югу от села Сарманова, административного центра района. 
Абсолютная высота — 158 метров над уровнем моря.

### Климат
Климат характеризуются как умеренно континентальный, с продолжительной умеренно холодной зимой и коротким тёплым летом. Среднегодовая температура воздуха составляет 3,8 °С. Средняя температура воздуха самого холодного месяца (января) — −12,2 °C; самого тёплого месяца (июля) — 19,7 °C. Безморозный период длится в течение 112—116 дней. Среднегодовое количество атмосферных осадков составляет 460 мм, из которых 340 мм выпадает в период с апреля по октябрь. Снежный покров держится 155—165 дней.

### Часовой пояс
Деревня Дусюмово, как и весь Татарстан, находится в часовой зоне МСК (московское время). Смещение применяемого времени относительно UTC составляет +3:00.

## История
Основана в XVII веке. До 1860-х годов жители относились к сословию государственных крестьян. Занимались земледелием, разведением скота, пчеловодством. По сведениям 1859 года, здесь действовали мечеть, водяная мельница.
В «Списке населенных мест по сведениям 1870 года», изданном в 1877 году, населённый пункт упомянут как деревня Дюсюмова (Якши-Каран, Мендеева) 2-го стана Мензелинского уезда Уфимской губернии. Располагалась при речке Мензеле, по левую сторону коммерческого тракта из Бирска в Мамадыш, в 77 верстах от уездного города Мензелинска и в 7 верстах от становой квартиры в селе Александровское (Кармалы). В деревне, в 47 дворах жили 315 человек (150 мужчин и 167 женщин, татары), были мечеть, водяная мельница. Жители занимались земледелием, скотоводством.
По сведениям переписи 1897 года, в деревне Мендеева Мензелинского уезда Уфимской губернии жили 581 человек (263 мужчины и 318 женщин), все мусульмане
В начале XX века здесь действовал мектеб. В этот период земельный надел сельской общины составлял 679,5 десятины. 
До 1920 года деревня входила в Старо-Кашировскую волость Мензелинского уезда Уфимской губернии. С 1920 года в составе Мензелинского, с 1922 — Челнинского кантонов ТАССР. С 10.08.1930 в Сармановском районе.

## Население
| 1816 | 1859 | 1870 | 1897 | 1913 | 1920 | 1926 | 1938 | 1949 | 1958 | 1970 | 1979 | 1989 | 2002 | 2011 |
| ---- | ---- | ---- | ---- | ---- | ---- | ---- | ---- | ---- | ---- | ---- | ---- | ---- | ---- | ---- |
| 64   | 317  | 315  | 581  | 542  | 596  | 604  | 490  | 559  | 436  | 466  | 388  | 301  | 286  | 293  |

### Национальный состав
Согласно результатам переписи 2002 года, в национальной структуре населения татары составляли 100 % из 286 чел.

## Экономика
Полеводство.

## Религия
Мечеть.